# 하이데 로젠달

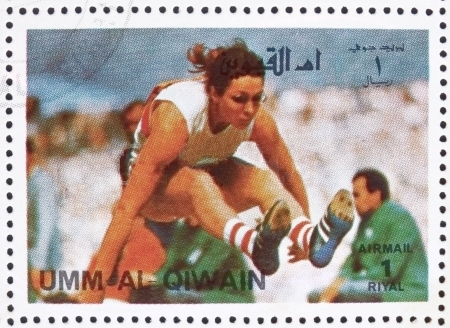

하이데마리 에커-로젠달(독일어: Heidemarie Ecker-Rosendahl, 1947년 2월 14일 ~ )은 전 서독의 육상 선수이자, 5종 경기와 멀리뛰기에서 주로 활약하였다.
노르트라인베스트팔렌주 휘케스바겐에서 태어났으며, 1970년 토리노에서 그녀가 멀리뛰기에서 세운 6.84m의 세계 기록은 5년간 지속되었다.
그녀는 1972년 뮌헨 올림픽에서 멀리뛰기 6.78m의 기록을 세워 금메달을 획득하였으며, 불가리아의 디아나 요르고바보다 1cm 앞섰다. 이틀 후에는 5종 경기에서 영국의 메리 피터스에 밀려 2위를 하였다.
5종 경기의 첫날에 열린 3개의 종목에서 피터스에게 301점이나 밀려 5위에 왔다. 이틀날에는 멀리뛰기에서 6.83m, 200m에서 22.96초의 기록을 세웠다. 그녀는 4791점을 얻어 동독의 부르글린데 폴락의 세계 기록보다 16점 앞섰다.
며칠 후, 400m 계주에서 크리스티아네 크라우세, 잉그리트 미클러-베커, 안네그레트 리히터와 팀을 이루어 서독 팀이 우승하는 데 도움을 주었다.
그녀의 아들 다니 에커는 세계적인 장대높이뛰기 선수이다.